# جی. کول
جرمین لامار کول (انگلیسی: J. Cole؛ زادهٔ ۲۸ ژانویهٔ ۱۹۸۵) که بیشتر با نام هنری جی. کول شناخته شده است یک هنرمند و آهنگساز هیپ هاپ آمریکایی است. از او به عنوان یکی از برجسته ترین رپر های نسل خود نام برده می‌شود. او بزرگ شده فایت‌ویل، کارولینای شمالی است، کول ابتدا با انتشار اولین میکس‌تیپ خود در اوایل سال ۲۰۰۷ به عنوان یک رپر شناخته شد.
کول اولین آلبوم استودیویی خود با عنوان دنیای کول: داستان سکوی تماشاچی را در سال ۲۰۱۱ منتشر کرد که در رتبه ی اول چارت ۲۰۰ آلبوم برتر آمریکا بیلبورد ۲۰۰ قرار گرفت و به دنبال آن بزودی توسط گواهی‌نامه انجمن صنعت ضبط آمریکا گواهی پلاتینیوم دریافت کرد. دو آلبوم بعدی او گناهکار زاده شده در سال ۲۰۱۳ و ۲۰۱۴ فورست هیلز درایو در سال ۲۰۱۴ نقدهای مثبتی از منتقدان دریافت کردند و هر دو در ایالات متحده آمریکا به ترتیب گواهی دابل پلاتینیوم و تریپل پلاتینیوم دریافت کردند. آلبوم ۲۰۱۴ فورست هیلز درایو برای کول یک نامزدی برای بهترین آلبوم رپ در مراسم جایزه گرمی و جایزه‌ی بهترین آلبوم رپ در مراسم جایزه موسیقی بیلبورد و جایزه آلبوم سال در مراسم بی ای تی را به همراه داشت. در دسامبر ۲۰۱۶، کول چهارمین آلبوم خود با عنوان فقط برای چشم‌های تو را منتشر کرد. این آلبوم نیز در بیلبورد ۲۰۰ در رتبه ی نخست قرار گرفت و در آوریل ۲۰۱۷ گواهی پلاتینیوم دریافت کرد. پنجمین آلبوم استودیویی او به نام کی او دی در آوریل ۲۰۱۸ منتشر شد و برای پنجمین بار متوالی این آلبوم نیز در صدر جدول بیلبورد ۲۰۰ قرار گرفت و بعداً گواهی پلاتینیوم دریافت کرد.
او همچنین مؤسس لیبل دریم‌ویل رکوردز است که شامل هنرمندانی نظیر جی.آی.دی ، لوت، باس، ارثگنگ و... می‌باشد.